# James Burbage
James Burbage (1531 — 1597) foi um ator inglês do período elisabetano.

## Biografia
Acredita-se que Burbage tenha nascido em Stratford-upon-Avon. Era membro da companhia de atores de Robert Dudley, Primeiro-conde de Leicester, provavelmente desde alguns anos antes de sua primeira menção como líder da companhia, em 1574. Em 1576, havendo assegurado o arrendamento de uma terra em Shoreditch, Burbage ergueu ali famosos teatros, conhecidos durante vinte anos como The Theatre, dado o fato de ter sido o primeiro teatro construído em Londres. Era o pai de Richard Burbage.